# León de Monzón
El León de Monzón es un surtidor de agua de bronce hallado en Monzón de Campos, provincia de Palencia, España, realizada entre finales del siglo X y el siglo XI. Actualmente se encuentra expuesto en el Museo del Louvre en París.

## Historia

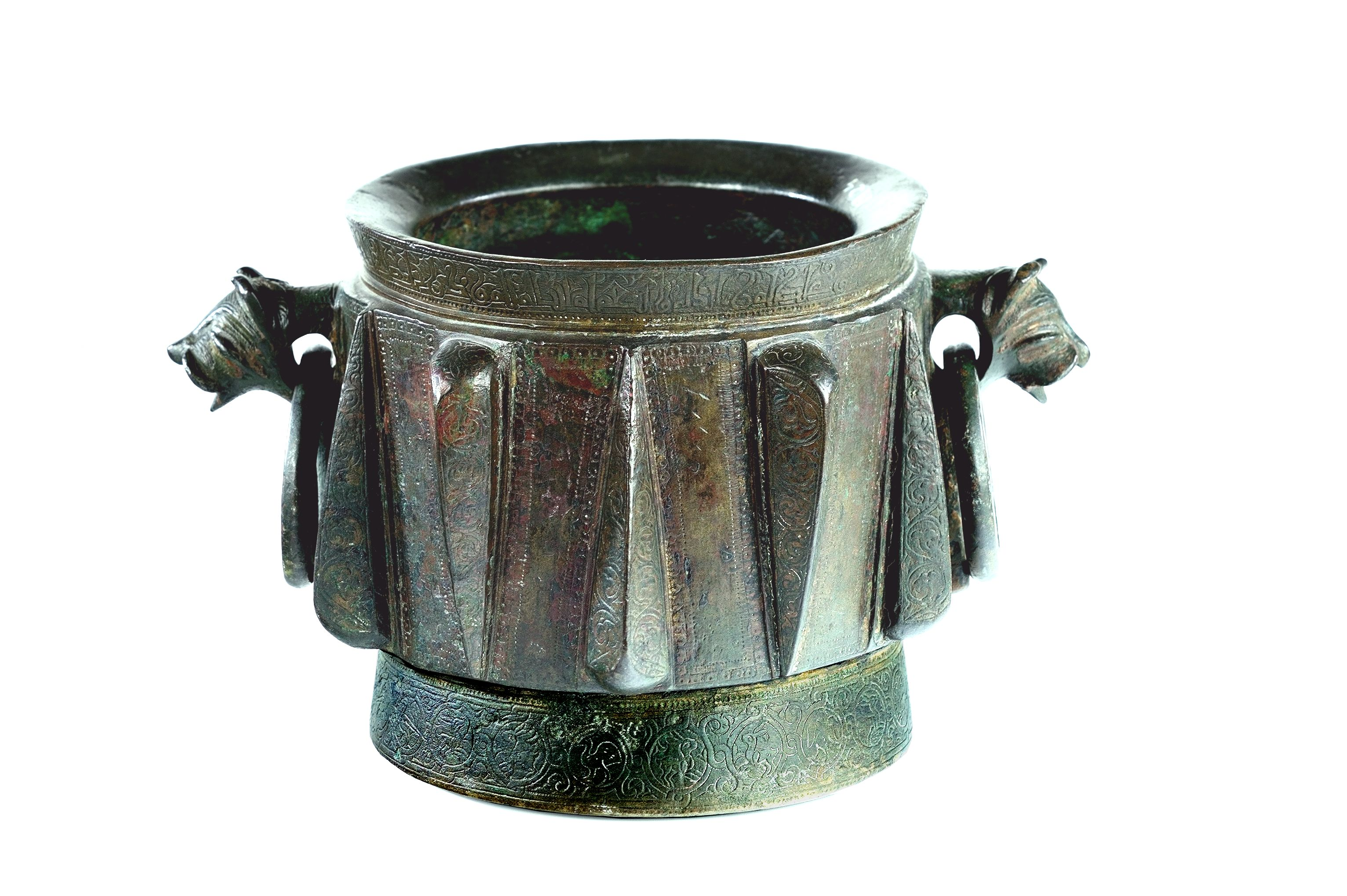
Mortero metálico hallado junto al León en Monzón de Campos. Actualmente en el Museo Víctor Belaguer.

Según una publicación de Pascual de Gayangos, el león fue hallado en Monzón de Campos, en la provincia de Palencia, en el año 1849. Habría sido encontrado en el campo por unos campesinos, según la hipótesis más probable, en un escondrijo del castillo destruido de Monzón de Campos debido a una línea ferroviaria, no confundir con el castillo conservado actualmente en el centro del pueblo. Monzón de Campos fue parte de al-Ándalus brevemente, aunque sus ciudadanos no se convirtieron al Islam, por lo que es probable que la pieza proviniera de otro lugar.
El león fue hallado junto a un mortero metálico, que presenta la misma inscripción en escritura cúfica que el León: «Bendición perfecta / Felicidad completa», y que se separó rápidamente al ser adquirido por Miguel Jalón, X marqués de Castrofuerte, propietario de los terrenos donde se habían encontrado ambos objetos. Actualmente se encuentra en el Museo Víctor Balaguer.
Sin embargo, la obra de arte fue trasladada a Valladolid y, tras haberla propuesto sin éxito al Museo Arqueológico Nacional de Madrid, es vendida al pintor Mariano Fortuny en 1872. Además de existir una primera litografía donde se representa al León realizada por Francisco Contreras en torno a 1870, Ricardo Madrazo pintó un cuadro representando el estudio de Fortuny en Roma en 1874 donde se aprecia la escultura y, de nuevo, en una fotografía del mismo estudio en Roma.

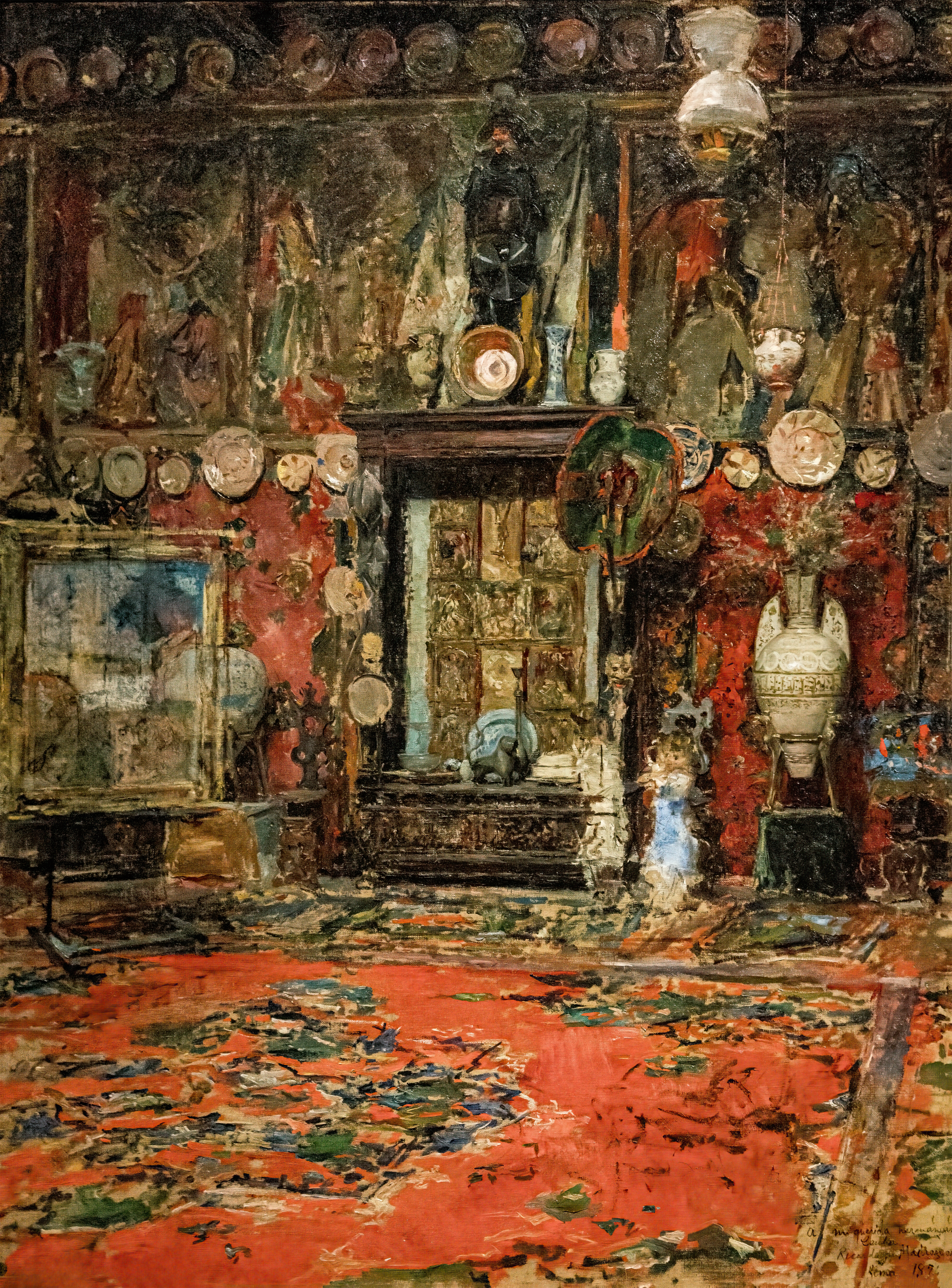
El estudio de Mariano Fortuny en Roma. Ricardo Madrazo, 1874. MNAC. El León se encuentra justo en el centro de la pintura.

Tras la muerte de Fortuny en 1874, su colección se dispersa tras la venta en la casa de subastas parisina Hôtel Drouot en abril de 1875, año en el que el historiador y arqueólogo José Amador de los Ríos publicó un primer estudio de la obra sin haberla visto. Asimismo, el coleccionista Charles Davillier realizó una monografía aprovechando la venta de la colección Fortuny. Finalmente, Eugène Piot adquirió el León con objeto de presentarla en la Exposición Universal de París de 1878 en la galería oriental de Trocadero, destinada a exponer obras de colecciones privadas.
Tras el fallecimiento de Eugène Piot en 1890, una parte de su colección termina de nuevo en subasta en Hôtel Drouot ese mismo año y la obra es adquirida por el banquero parisino Louis Stern. El banquero falleció en 1900 y su viuda, Ernesta Stern, presta la pieza para la «Exposición de arte musulmán» en Museo de las Artes decorativas de París en 1903, realizada bajo la dirección de Gaston Migeon y de Raymond Koechlin. Tras la muerte Ernesta Stern en 1926, la pieza entró a formar parte de la colección del Museo del Louvre.

## Origen y datación
Conseguir datar el León ha dado lugar a varias propuestas; una de ellas apuntaba a un origen del Califato fatimí basada en semejanzas con un león fatimí expuesto en el Museo de arte islámico de El Cairo, así como otro león de la misma época de un museo de Kassel, proponiendo una datación entre finales del siglo X y el siglo XII. En 1927, Gaston Migeon estaba a favor de este origen fatimí, aunque las diferencias constatadas no le permitían asegurar esta hipótesis. Incluso en 1910 en una exposición en Múnich, la obra es presentada como originaria de España y datada del siglo X u XI. En 1949 el italiano Ugo Monneret de Villard lo relaciona con el Grifo de Pisa y confirma su origen español y su datación del siglo X u XI. Dos años más tarde se confirma el origen español definitivamente tras los trabajos del historiador del arte Manuel Gómez Moreno, que lo compara con otras figuras metálicas provienentes de Medina Azahara, en Córdoba.
Aunque el origen es indiscutible, la fecha continuaba siendo objeto de discusiones: algunos historiadores franceses lo atribuían a los siglos XII o XIII, tal y como se mostró en una exposición en Nueva York y en Granada en 1992. La trabajadora del Louvre Claire Déléry se posicionaba a favor de esta fecha debido a la epigrafía. Finalmente, Gwenaëlle Fellinger investigó a fondo las características de la escritura cúfica durante los diversos periodos históricos de al-Ándalus (gobierno de Abderramán III, al-Hakam II, reinos de taifas e invasiones almorávides y almohades) y se ha demostrado que el objeto fue fabricado en Córdoba entre finales del siglo X y el siglo XI.

## Descripción
El león descansa sobre sus patas traseras, con la boca abierta y el vientre perforado con un gran orificio. Su cola floreada y rugosa es articulada y es casi tan larga como el cuerpo. Una decoración grabada, que incluye varios motivos, palmetas, inscripciones epigráficas, pájaros, cubre el cuerpo del animal. La escultura lleva la inscripción en caracteres cúficos «Bendición perfecta» en su lado derecho y «Felicidad completa» en su lado izquierdo, además de repetirse en el lomo del animal la frase completa. La parte superior de algunas letras termina en un «cuello de cisne», estilo característico de al-Ándalus.